# Bill Drews

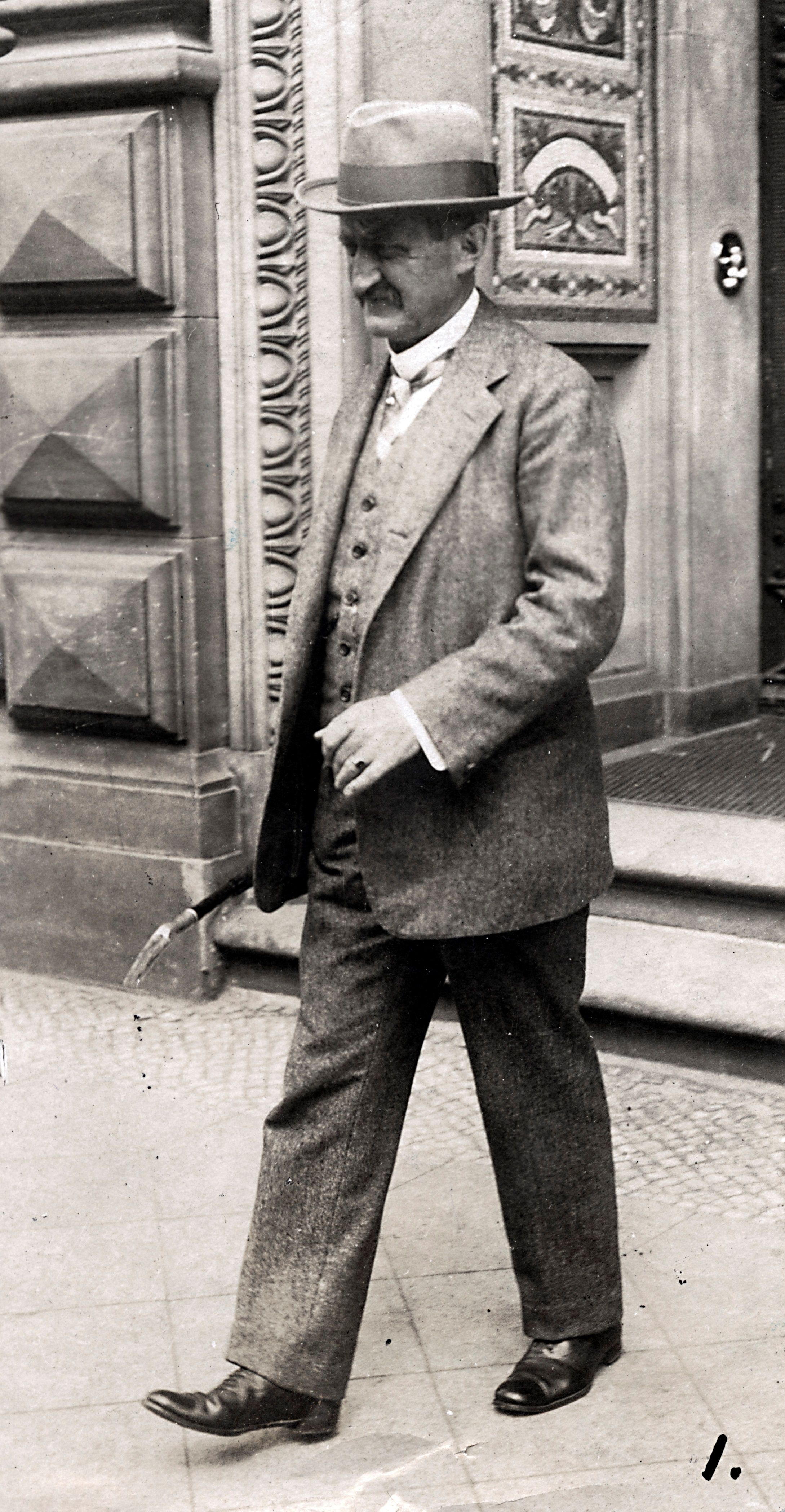
Bill Drews

Wilhelm Arnold Drews (* 11. Februar 1870 in Berlin; † 17. Februar 1938 ebenda), genannt Bill Drews, war ein deutscher Jurist und der letzte Innenminister des Königreichs Preußen.

## Leben
Bill Drews studierte Rechtswissenschaften an der Universität Göttingen, an der er sich dem Corps Bremensia anschloss. In Göttingen wurde er 1892 mit einer Dissertation über Die Banknote und ihre Stellung zum Gelde promoviert. Bis 1896 war er Referendar am Kammergericht. 1897 wurde er als Hilfsarbeiter im preußischen Innenministerium eingestellt. Den Gepflogenheiten der Laufbahn von Ministerialbeamten gemäß wurde seine Tätigkeit im Innenministerium von zwei Einsätzen in nachgeordneten Behörden unterbrochen: Von 1902 bis 1905 war Drews Landrat im Kreis Oschersleben und von 1911 bis 1914 Regierungspräsident des Regierungsbezirks Köslin. 1914 im Rang eines Unterstaatssekretärs in das Innenministerium zurückgekehrt, wurde Drews u. a. mit der Organisation des Wiederaufbaus in Ostpreußen nach der Winterschlacht in Masuren betraut und 1917 mit der Vorbereitung einer Verwaltungsreform.
Am 5. August 1917 wurde er zum preußischen Innenminister ernannt. Er übte dieses Amt bis zur Novemberrevolution 1918 aus. Im Mai 1919 setzte ihn der neue Innenminister, Wolfgang Heine, zum preußischen Staatskommissar für die Verwaltungsreform ein (bis 1923). 1921 wurde Drews zum Präsidenten des Preußischen Oberverwaltungsgerichts (OVG) berufen. Nebenher lehrte er an der Deutschen Hochschule für Politik. 1927 erschien sein wegweisendes Lehrbuch zum preußischen Polizeirecht. Es war ein Standardwerk, das nach seinem Tode von verschiedenen Bearbeitern fortgeführt wurde.
Als Präsident des Preußischen OVG und wichtiger Berater des Innenministeriums übte Bill Drews nachhaltigen Einfluss auf die Polizeireformpolitik Preußens während der Weimarer Republik aus. So gilt er als Schöpfer des Preußischen Polizeiverwaltungsgesetzes von 1931, das zum Vorbild aller heutigen Polizeigesetze wurde.
Seit 1927 war Drews Mitglied der Mittwochsgesellschaft.
Während der NS-Diktatur blieb Drews bis 1937 Präsident des Preußischen OVG. Unter seiner Ägide hielt der Gerichtshof an der Gesetzesbindung der Verwaltung fest. Allerdings erging eine Reihe von Entscheidungen, die über eine extensive Interpretation der polizeirechtlichen Generalklausel (§ 14 des Preußischen Polizeiverwaltungsgesetzes) die Eingriffsmöglichkeiten der Sicherheitsbehörden erheblich ausweiteten. Trotz dieser Anpassungsbereitschaft war Drews bis zu seinem Tod 1938 mehrmals Ziel heftiger Angriffe durch radikale NS-Juristen (u. a. Reinhard Höhn), die jegliches Festhalten am überlieferten Polizeirecht scharf bekämpften.

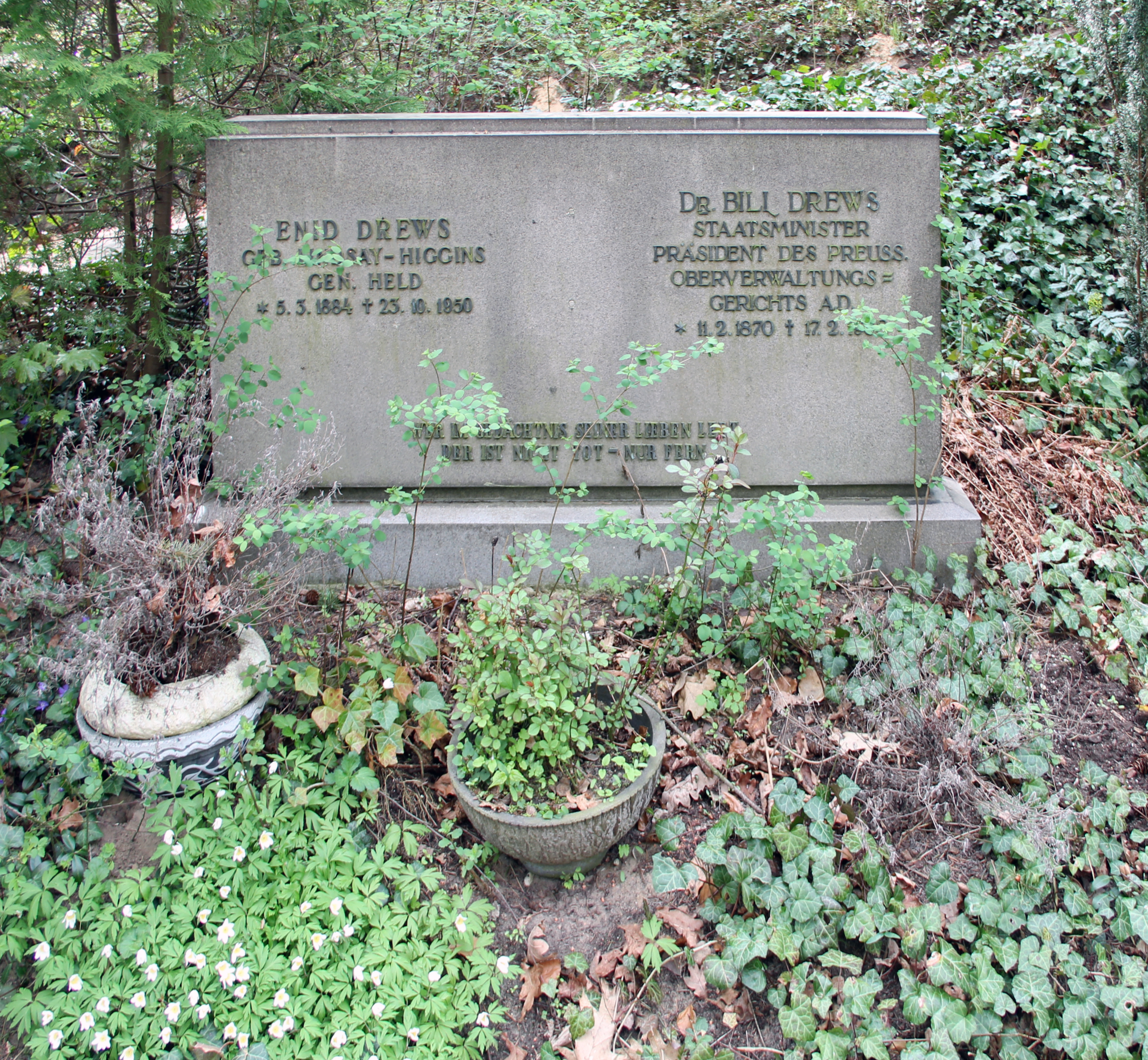
Grabstein von Bill Drews auf dem Friedhof Heerstraße in Berlin-Westend

Nach dem Zweiten Weltkrieg ging von Drews’ Werk aus der Zeit der Weimarer Republik eine nachhaltige Wirkung in der Polizeirechtslehre der Bundesrepublik aus.
Bill Drews starb, nur wenige Tage nach seinem 68. Geburtstag, am 17. Februar 1938 in Berlin. Beigesetzt wurde er auf dem Friedhof Heerstraße in Berlin-Westend (Grablage: 16-A-20/21). Die letzte Ruhestätte von Bill Drews war von 1987 bis 2009 als Ehrengrab des Landes Berlin gewidmet. Inzwischen wurde das Grab aufgelöst; an gleichem Ort befindet sich heute die letzte Ruhestätte des Politikers Hermann Scheer. Der Grabstein von Bill Drews ist jedoch erhalten und wurde als Gedenkstein im Feld 11a neu aufgestellt.

## Familie
Sein Vater, der Justizrat und Notar Carl Friedrich Drews (1818–1882), war der Rechtsbeistand Otto von Bismarcks. Seine Mutter Louise (1831–1903) war die Tochter des Heinrich Kratz, Besitzer des Ritterguts Wintershagen in der Nähe der Sommerresidenz Bismarcks in Stolpmünde.

## Schriften
- Die Banknote und ihre Stellung zum Gelde. Dieterich’sche Universitäts-Buchdruckerei, Göttingen 1892.
- Grundzüge einer Verwaltungsreform. Carl Heymanns Verlag, Berlin 1919.
- Preußisches Polizeirecht. Allgemeiner Teil. Leitfaden für Verwaltungsbeamte. Carl Heymanns Verlag, Berlin 1926.